# 郑继伟
郑继伟（1956年11月—），男，汉族，浙江兰溪人，中华人民共和国政治人物，曾任致公党浙江省委主委和致公党中央常委。杭州大学比较教育学专业研究生毕业，教育学博士，副教授。

## 生平
1972年12月参加工作。历任浙江省教育委员会副主任、省教育厅副厅长、省政协副秘书长、绍兴市人民政府副市长。
2008年1月任浙江省人民政府副省长，负责教育、文化、卫生、人口和计划生育、体育、广播电影电视、新闻出版、社科研究等方面工作。2008年，当选第十一届全国人民代表大会浙江地区代表。2013年，当选第十二届全国人大代表。
2017年1月，卸任浙江省副省长，并当选浙江省政协副主席。2018年1月，当选第十三届全国政协委员。